# 閉嘴 乖乖聽話
閉嘴 乖乖聽話是義大利搖滾樂團天際月光樂團的歌曲，由、伊森·託基奧（Ethan Torchio）、托馬斯·拉吉（Thomas Raggi）和維多利亞·德·安吉利斯（Victoria De Angelis）共同創作，於2021年3月3日透過義大利索尼音樂推出，代表義大利參與2021年在荷兰鹿特丹舉辦的2021年欧洲歌唱大赛，並贏得了冠軍。這是義大利自1990年歐洲歌唱大賽，再次獲得冠軍。

## 製作
閉嘴 乖乖聽話由樂團成員達米亞諾·大衛（Damiano David）、伊森·託基奧（Ethan Torchio）、托馬斯·拉吉（Thomas Raggi）和維多利亞·德·安吉利斯（Victoria De Angelis）共同作詞作曲，歌曲每分鐘103拍，以E小調創作。曲風方面，《纽约时报》稱其為硬式搖滾，《衛報》則認為歌曲有著龐克和放克元素。
和現在的搖滾曲風不同，起初這是首抒情歌曲，樂團接受採訪表示：「這是我們5年前創作的歌，但後來我們對它進行大改造」。在那之後樂團一直等待合適的發布機會，直到聖雷莫音樂節，樂團認為能在音樂節演出一定很酷。《義大利告示牌》表示天際月光樂團終於展露他們的個性和電吉他。閉嘴 乖乖聽話是首關於宣洩憤怒的歌曲，樂團表示他們將憤怒轉化為主導一切的積極能量。《獨立報》認為這首活力充沛的搖滾歌曲充分展現主唱的死腔。Lenta.ru則表示大衛的歌聲和北極潑猴主唱亚历克斯·特纳相似。

## 歐洲歌唱大賽
自2015年來，意大利广播电视公司（RAI）都會選定聖雷莫音樂節冠軍擔任歐洲歌唱大賽的意大利代表。2021年聖雷莫音樂節於2021年3月2日至6日舉行，共有26位（組）參賽者角逐冠軍。最終天際月光樂團勝出，獲得代表意大利的權利。由於意大利為「五大國」，不須參與半決賽直接晉級。
決賽於2021年5月22日舉行，天際月光樂團被安排在第24位演出。為符合比賽規定，樂團不得不更改部分歌詞內容。決賽當天，天際月光樂團以評審得分206分，觀眾得分318分，合計得分524分獲得2021年歐洲歌唱大賽冠軍。成為繼1964年（吉吉羅拉·錢恩奎蒂）和1990年（托托·库图尼奥），第三位抱回歐洲歌唱大賽冠軍的意大利選手。這次勝利不單是繼2006年來再次有團體奪冠，也是繼2010年，「五大國」再度奪得冠軍。

## 專業評價
歌曲獲得樂評廣泛好評。Wiwibloggs根據內部評審團評價給予歌曲7.7/10，評審團認為優雅前衛又不失激情，雖然樂團不能在比賽上彈奏樂器，但靠著大衛的歌聲，他們還是可以點燃全場。全国公共广播电台稱讚這是首鋒芒畢露的搖滾歌曲，雖然沒有厚重的金屬色彩，但它擁有最強烈、最具感染力的旋律。CNET給予歌曲3/5分，評論樂團的厚底鞋、喇叭袖和佈滿鉚釘的黑色皮革帶領大家來到80年代的搖滾時期。
《每日电讯报》稱讚天際月光樂團帶來的華麗搖滾，雖然歌曲並非歐洲歌唱大賽的審美，但它美麗、耀眼且協調，在一眾流行音樂裡尤其突出。表示天際月光樂團再次證明「不管什麼類型的音樂，都可以成功」。《獨立報》的班·凱利（Ben Kelly）將歌曲列在「歷屆歐洲歌唱大賽冠軍歌曲排行」第12名，稱天際月光樂團用張揚的搖滾樂征服歐洲人民。而在《衛報》的「歷屆歐洲歌唱大賽冠軍歌曲排行」中，記者亚历克西斯·佩特里蒂斯（Alexis Petridis）將其排在第18名，佩特里蒂斯表示樂團沒有刻意迎合比賽，這種特質也是他們兩年後仍能塞爆體育場的原因。

## 商業成績
歌曲首周登上意大利排行榜14名，並在奪得聖雷莫音樂節冠軍後成為當周榜單亞軍。同時，歌曲也登上瑞士热门音乐榜，排名57。3月20日閉嘴 乖乖聽話和其他3首聖雷莫音樂節參賽作品一同登上《告示牌》不含美國成績的Billboard Global Excl. U.S.排行榜，以1,110萬次串流和3,500張銷量排名第106名。
在榮獲欧洲歌唱大赛冠軍後，閉嘴 乖乖聽話登上歐洲各國音樂排行榜。歌曲成功拿下芬兰、希腊、立陶宛、荷兰和瑞典排行榜冠軍。在英國，歌曲是繼2015年英雄後排名最高的欧洲歌唱大赛冠軍歌曲。本作同時也是繼1992年蘇奇洛的後再次上榜的義大利語歌曲。在2021年6月5日这周，歌曲再次登上《告示牌》美國除外全球單曲榜，排名11名，並以3,010萬串流和10,600張銷量空降Billboard Global 200第26名，隔週歌曲成績上升至第10和第22名。

## 榜單表現
| 排行榜（2021年）                           | 排名 |
| ------------------------------------------ | ---- |
| 奧地利（Ö3四十強單曲榜）                   | 2    |
| 比利时佛兰德（Ultratop五十強單曲榜）       | 2    |
| 比利時瓦隆（Ultratop五十強單曲榜）         | 43   |
| 克羅埃西亞（克羅埃西亞電台榜）             | 3    |
| 捷克（百強數位單曲榜）                     | 6    |
| 丹麥（Hitlisten）                          | 18   |
| 歐洲（《告示牌》Euro Digital Song Sales）  | 2    |
| 芬蘭（芬蘭官方單曲榜）                     | 1    |
| 法國（法國唱片出版業公會單曲榜）           | 107  |
| 德國（德國官方單曲榜）                     | 9    |
| 全球（Billboard Global 200）               | 22   |
| 希臘（國際唱片業協會希臘分會國際單曲榜）   | 1    |
| 匈牙利（四十強單曲榜）                     | 15   |
| 匈牙利（四十強串流榜）                     | 6    |
| 冰島（Plötutíðindi）                       | 9    |
| 愛爾蘭（愛爾蘭唱片音樂協會单曲榜）         | 12   |
| 意大利（意大利音乐产业联盟）               | 2    |
| 拉脫維亞（拉脱维亚表演者和制片人协会）     | 12   |
| 立陶宛（AGATA）                            | 1    |
| 荷兰（荷蘭四十強單曲榜）                   | 19   |
| 荷兰（百强单曲榜）                         | 1    |
| 新西兰（新西兰唱片音乐协会熱門單曲榜）     | 26   |
| 挪威（VG-lista單曲榜）                     | 2    |
| 葡萄牙（葡萄牙唱片業協會）                 | 4    |
| 斯洛伐克（百強數位單曲榜）                 | 8    |
| 斯洛維尼亞（SloTop50）                     | 33   |
| 西班牙（西班牙音樂製作協會）               | 16   |
| 瑞典（瑞典最熱榜）                         | 1    |
| 瑞士（瑞士热门音乐榜）                     | 2    |
| 英國（官方榜单公司單曲榜）                 | 17   |
| 英國（官方榜單公司搖滾榜）                 | 1    |
| 烏克蘭（Tophit）                           | 16   |
| 美国（《告示牌》Hot Hard Rock Songs）      | 8    |
| 美国（《告示牌》World Digital Song Sales） | 7    |

| 榜單（2021年）                 | 排名 |
| ------------------------------ | ---- |
| 奧地利（Ö3四十強單曲榜）       | 66   |
| 比利时佛兰德（Ultratop單曲榜） | 65   |
| 匈牙利（四十強單曲榜）         | 69   |
| 意大利（意大利音乐产业联盟）   | 4    |
| 荷蘭（百強單曲榜）             | 80   |
| 葡萄牙（葡萄牙唱片業協會）     | 134  |
| 瑞典（瑞典最熱榜）             | 57   |
| 瑞士（瑞士熱門音樂榜）         | 67   |
| 排行榜（2022年）               | 排名 |
| 立陶宛（AGATA）                | 51   |

## 銷量認證
| 國家或地區                                               | 認證    | 認證單位/銷量 |
| -------------------------------------------------------- | ------- | ------------- |
| 奧地利（國際唱片業協會奧地利分會）                       | 白金    | 30,000‡       |
| 比利時（比利時娛樂協會）                                 | 白金    | 40,000‡       |
| 巴西（巴西唱片業協會）                                   | 白金    | 40,000‡       |
| 丹麥（國際唱片業協會丹麥分會）                           | 金      | 45,000‡       |
| 法國（法國唱片出版業公會）                               | 金      | 100,000‡      |
| 德國（聯邦音樂產業協會）                                 | 金      | 200,000‡      |
| 希臘（國際唱片業協會希臘分會）                           | 3× 白金 | 6,000,000†    |
| 義大利（意大利音乐产业联盟）                             | 5× 白金 | 350,000‡      |
| 挪威（國際唱片業協會挪威分會）                           | 白金    | 60,000‡       |
| 波蘭（波蘭音像製造商協會）                               | 2× 白金 | 100,000‡      |
| 葡萄牙（葡萄牙唱片業協會）                               | 金      | 5,000‡        |
| 西班牙（西班牙音樂製作協會）                             | 白金    | 60,000‡       |
| 瑞典（瑞典唱片業協會）                                   | 2× 白金 | 16,000,000†   |
| 瑞士（國際唱片業協會瑞士分會）                           | 白金    | 20,000‡       |
| 英國（英国唱片业协会）                                   | 銀      | 400,000‡      |
| - ‡僅含認證的串流媒體+實際銷量 - †僅含認證的串流媒體銷量 |         |               |